# Sulfurylchloridfluorid
Sulfurylchloridfluorid ist eine anorganische chemische Verbindung aus der Gruppe der Säurechloride und Säurefluoride.

## Gewinnung und Darstellung
Sulfurylchloridfluorid kann durch Reaktion von Sulfurylchlorid mit Antimon(III)-fluorid und Antimon(V)-chlorid als Katalysator bei 300 °C und Überdruck gewonnen werden.
{\displaystyle \mathrm {3\ SO_{2}Cl_{2}+SbF_{3}\longrightarrow 3\ SO_{2}ClF+SbCl_{3}} }
Ebenfalls möglich ist die Darstellung durch Reaktion von Sulfurylchlorid mit Natriumfluorid bei 80 °C.
{\displaystyle \mathrm {SO_{2}Cl_{2}+NaF\longrightarrow SO_{2}ClF+NaCl} }

## Eigenschaften
Sulfurylchloridfluorid ist ein farbloses, stechend riechendes Gas. An Luft raucht es nicht und reagiert mit Wasser und Alkalilauge rasch. Es greift Glas, Quecksilber und Messing nicht an.

## Verwendung
Sulfurylchloridfluorid wird bei der Herstellung von neuartigen fluorierten Alkansulfonyloxaziridinen und bei der Alkoxylierung von Fullerenen verwendet. Es wird auch als Lösungsmittel verwendet.